# Pablatnice tekalitská
Pablatnice tekalitská (Borneophrys edwardinae) je jediný druh žabího rodu Borneophrys čeledi pablatnicovitých (Megophryidae), který se vyskytuje na jediném místě ostrova Borneo.
O životě a biologii tohoto druhu nejsou zatím žádné bližší informace.
synonymum:
- Megophrys edwardinae (dříve řazen do rodu Megophrys – jiného rodu čeledi pablatnicovitých)